# Suiiki
Suiiki (укр. Простір води) — японська фентезі-манґа, намальована манґакою під псевдонімом Юкі Урушібара, про надприродні пригоди японської дівчинки Чінамі Кавамури.

## Сюжет
На вулиці панує неймовірна спека, дощу немає вже довгий час, воду витрачають дуже економно. Не дивно, що в таких умовах учениця старшої школи Чінамі на тренуванні знепритомніла. Але чому прокинулася вона десь у лісі, на березі річки?.. Як таке можливо?
Невже цей світ прохолоди та свіжості їй тільки приснився? Але сон був таким реальним, і так хочеться туди повернутися…

## Видання

### Список томів
| № | Дата виходу (Японською) | ISBN (Японською)       |
| - | ----------------------- | ---------------------- |
| 1 | 21 січня 2011           | ISBN 978-4-06-310724-1 |
| 2 | 21 січня 2011           | ISBN 978-4-06-310725-8 |